# Durchgangslager (Zwangsarbeiterlager)
Als Durchgangslager (abgek. Dulag oder DL) wurden im Deutschen Reich während des Zweiten Weltkriegs Lager zur kurzfristigen Unterbringung von zivilen Zwangsarbeitern bezeichnet. Die Durchgangslager standen im Zuständigkeitsbereich der Landesarbeitsämter und waren dem Generalbevollmächtigten für den Arbeitseinsatz Fritz Sauckel unterstellt. Sie waren ein wichtiger Bestandteil zur Aufrechterhaltung des Systems der NS-Zwangsarbeit, um hunderttausende Zwangsarbeiter in das Reich zu deportieren.
Im Herbst 1941 hatte die nationalsozialistische Führung des Deutschen Reichs zu erkennen, dass der Krieg gegen die Sowjetunion nicht wie erwartet bis zum Jahresende zu gewinnen war. Dies stellte die deutsche Wirtschaftsplanung vor neue Herausforderungen, da die Mobilisierung des deutschen Heeres gegen Ende 1941 zu einem massiven Arbeitskräftemangel im Reich führte. Um diesen zu kompensieren, folgte der Entschluss zum massiven Einsatz von zivilen Zwangsarbeitern aus den besetzten Gebieten der Sowjetunion. Im Zuständigkeitsbereich der Landesarbeitsämter entstanden im Frühjahr 1942 insgesamt 22 Durchgangslager deren Anzahl sich bis 1943 auf 46 Lager im Reichsgebiet erhöhte. Zunächst nur für Ostarbeiter in Verwendung, wurden in der Folge auch Zwangsarbeiter aus anderen besetzten Gebieten durch diese Lager hindurchgeschleust.
Die Kriterien für die Standortwahl waren ein freies Gelände, möglichst am Rand von Zonen mit starker Nachfrage nach Industriearbeitern sowie eine Anbindung an das Bahnnetz. Die Deportierten wurden im sogenannten unreinen Teil des Lagers aufgenommen. Daraufhin mussten sie sich nackt entkleiden und ihr Gepäck wurde mitsamt ihrer Kleidung in sogenannten Entwesungskammern von Schädlingen gereinigt. Sie selbst wurden einer ärztlichen Untersuchung unterzogen, um ihre Arbeitsfähigkeit festzustellen und in der Folge vom Arbeitsamt datenmäßig erfasst. Darauf erfolgte die Überstellung in den sogenannten reinen Teil des Lagers, wo die Deportierten meist mehrere Tage warten mussten, bis sie einem lokalen Arbeitgeber zugeteilt wurden.
Nachdem kriegsbedingt der Rücktransport von kranken und nicht mehr arbeitsfähigen Zwangsarbeitern zunehmend schwieriger wurde, erhielten viele Durchgangslager für Zwangsarbeiter ein Krankensammellager angegliedert. Die Sterblichkeitsrate in diesen Lagern war durch die geschwächte Konstitution der Kranken, die mangelhafte medizinische Versorgung und die schlechten hygienischen Bedingungen in der Regel sehr hoch.